# 二甲基二硫代氨基甲酸铁
二甲基二硫代氨基甲酸铁是一种配位化合物，化学式为Fe(S2CNMe2)3（Me为甲基），它是一种杀真菌剂。
它可由盐类的复分解反应制得。它是一种八面体配合物，Fe(III)有D3对称性。
二甲基二硫代氨基甲酸铁和一氧化氮反应，生成Fe(dtc)2NO，这种高效的化学捕获反应可用于检测NO气体。它也可以被氧化为四价铁[Fe(S2CNR2)3]+衍生物。